# رنه گروست

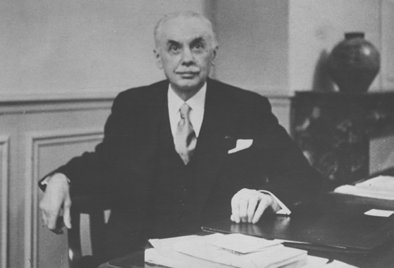
رنه گروسه

رنه گروسه (به فرانسوی: René Grousset) (زاده ۵ سپتامبر ۱۸۸۵ – درگذشته ۱۲ سپتامبر ۱۹۵۲) تاریخ‌نگار فرانسوی، متصدی هر دو موزه گیمه و سرنوسچی در پاریس و از اعضای فرهنگستان فرانسه بود. وی دو اثر مهم شامل تاریخچه جنگ‌های صلیبی (۱۹۳۴–۱۹۳۶) و امپراتوری استپ‌ها، تاریخ آسیای مرکزی (۱۹۳۹)، که هر دو جزو منابع معتبر به حساب می‌آیند در مورد تمدن‌های آسیایی و شرقی نوشت. همچنین آثاری از وی تحت عنوانهای امپراتوری صحرانوردان و چهره آسیا به فارسی انتشار یافته‌اند.

## آثار
1922 - Histoire de l'Asie , 4 vol. , Paris: G. Crès & cie. OCLC 4594662
1923 - Histoire de la philosophie orientale
1924 - Le réveil de l'Asie
1926 - L'épopée des Croisades
1928 - La Grèce et l'Orient, des guerres médiques à la conquête romaine
1929 - Histoire de l'Extrême-Orient
1929 - Sur les traces de Bouddha, tableau du VIIe siècle bouddhique
(انگلیسی) In the Footsteps of the Buddha. JA Underwood (trans) Orion Press. New York (1971)
1929-1930 - Les civilisations de l'Orient, 4 vol.
1931 - Les philosophies indiennes
1934-1936 - Histoire des Croisades et du royaume franc de Jérusalem , 3 vol. Paris: Plon. OCLC 37267632
1936 - L'art de l'Extrême Orient: paysages, fleurs, animaux
1937 - De Venise à Pékin au XIVe siècle: Odoric de Pordenone (with H. Demoulin-Bernard)
1939 - Les sculptures des Indes et de la Chine
1939 - L'empire des steppes: Attila, Gengis-Khan, Tamerlan  Paris: Editions Payot. OCLC 220712631
(انگلیسی) The Empire of the Steppes.  (tr. , Naomi Walford). New Brunswick: Rutgers University Press. (1970) ; ; OCLC 90972.
1941 - L'empire mongol
1941 - L'Asie orientale, des origines au XVe siècle (with J. Auboyer et J. Buhot)
1942 - Histoire de Chine
1944 - Le conquérant du monde: vie de Gengis-Khan
1945 - L'Europe orientale de 1081 à 1453 (with C. DIehl, R. Guilland et L. Oeconomos)
1946 - L'empire du Levant: histoire de la question d'Orient
1946 - Bilan de l'histoire
1947 - Histoire de l'Arménie des origines à 1071  Paris: Payot. OCLC 3084562
1948 - De la Grèce à la Chine
1949 - Figures de proue
1950 - Les premières civilisations (collective work)
1950 - De l'Inde au Cambodge et à Java (with J. Auboyer)
1951 - De la Chine au Japon

## ترجمه به فارسی
تاکنون آثار زیر از رنه گروسه به زبان فارسی ترجمه و به چاپ رسیده است.
- گ‍روس‍ه، رن‍ه، ام‍پ‍راطوری ص‍ح‍ران‍وردان، ت‍رج‍م‍هٔ ع‍ب‍دال‍ح‍س‍ی‍ن م‍ی‍ک‍ده، ت‍ه‍ران: بنگاه ترجمه و نشر کتاب، ۱۳۵۳؛ وزارت ف‍ره‍ن‍گ و آم‍وزش ع‍ال‍ی، ش‍رک‍ت ان‍ت‍ش‍ارات ع‍ل‍م‍ی و ف‍ره‍ن‍گ‍ی ، ۱۳۶۵؛ ش‍رک‍ت ان‍ت‍ش‍ارات ع‍ل‍م‍ی و ف‍ره‍ن‍گ‍ی، ۱۳۷۷.
- گ‍روس‍ه، رن‍ه، ت‍اری‍خ آس‍ی‍ا، ت‍رج‍م‍هٔ م‍ص‍طف‍ی ف‍رزان‍ه، ت‍ه‍ران: علمی، ۱۳۲۹.
- گ‍روس‍ه، رن‍ه، ت‍اری‍خ ج‍ن‍گ‍ه‍ای ص‍ل‍ی‍ب‍ی، ت‍رج‍م‍هٔ ول‍ی‌ال‍ل‍ه ش‍ادان، ت‍ه‍ران: ن‍ش‍ر و پ‍ژوه‍ش ف‍رزان روز، ۱۳۸۶.
- گ‍روس‍ه، رن‍ه، ت‍اری‍خ م‍غ‍ول (چ‍ن‍گ‍ی‍زی‍ان)، زیر نظر کاوینیاک؛ ت‍رج‍م‍هٔ م‍ح‍م‍ود ب‍ه‍ف‍روزی، ویراست ۲، ت‍ه‍ران: آزادم‍ه‍ر، ۱۳۸۴.
- گ‍روس‍ه، رن‍ه، جنگ‌های صلیبی، ترجمهٔ علی‌اصغر شمیم، تهران: علمی، ۱۳۳۸.
- گ‍روس‍ه، رن‍ه، چ‍ه‍رهٔ آس‍ی‍ا، (رن‍ه گ‍روس‍ه، ژرژ دن‍ی‍ک‍ر)، ت‍رج‍م‍هٔ غ‍لام‍ع‍ل‍ی س‍ی‍ار، ب‍ا ه‍م‍ک‍اری پ‍ی‍روز س‍ی‍ار، ت‍ه‍ران: ن‍ش‍ر و پ‍ژوه‍ش ف‍رزان روز، ۱۳۷۵.
- روح ایران، (هنری کربن، رنه گروسه، رومن گیرشمن و لوئی ماسینیون)، با مقدمهٔ داریوش شایگان، ترجمهٔ محمود بهفروزی، تهران: آفرینش، ۱۳۸۸؛ نشر گاندی، ۱۳۹۸.

### مقاله
- گ‍روس‍ه، رن‍ه، ای‍ران و ن‍ق‍ش ت‍اری‍خ‍ی آن، در ف‍ص‍ل‍ن‍ام‍هٔ ه‍س‍ت‍ی، (اس‍ف‍ن‍د ۱۳۷۱): ص ۵۶؛ س‍ال ۱، ش ۲، (ت‍اب‍س‍ت‍ان ۱۳۷۲): ص ۱۰۵ - ۷۴.
  - ایران و نقش تاریخی آن، ترجمهٔ غلام‌علی سیار، اطلاعات، ۵ شهریور ۱۳۸۵: ص ۶.
- ت‍اری‍خ ت‍م‍دن ای‍ران، مقدمه از ه‍ان‍ری م‍اس‍ه و رن‍ه گ‍روس‍ه، ب‍ا ه‍م‍ک‍اری ج‍م‍ع‍ی از دان‍ش‍وران ای‍ران‍ش‍ن‍اس اروپ‍ا، ت‍رج‍م‍هٔ ج‍واد م‍ح‍ی‍ی، ت‍ه‍ران: گ‍وت‍ن‍ب‍رگ، ۱۳۳۶، ۱۳۴۷ و ۱۳۷۷.